# Michael Sporer

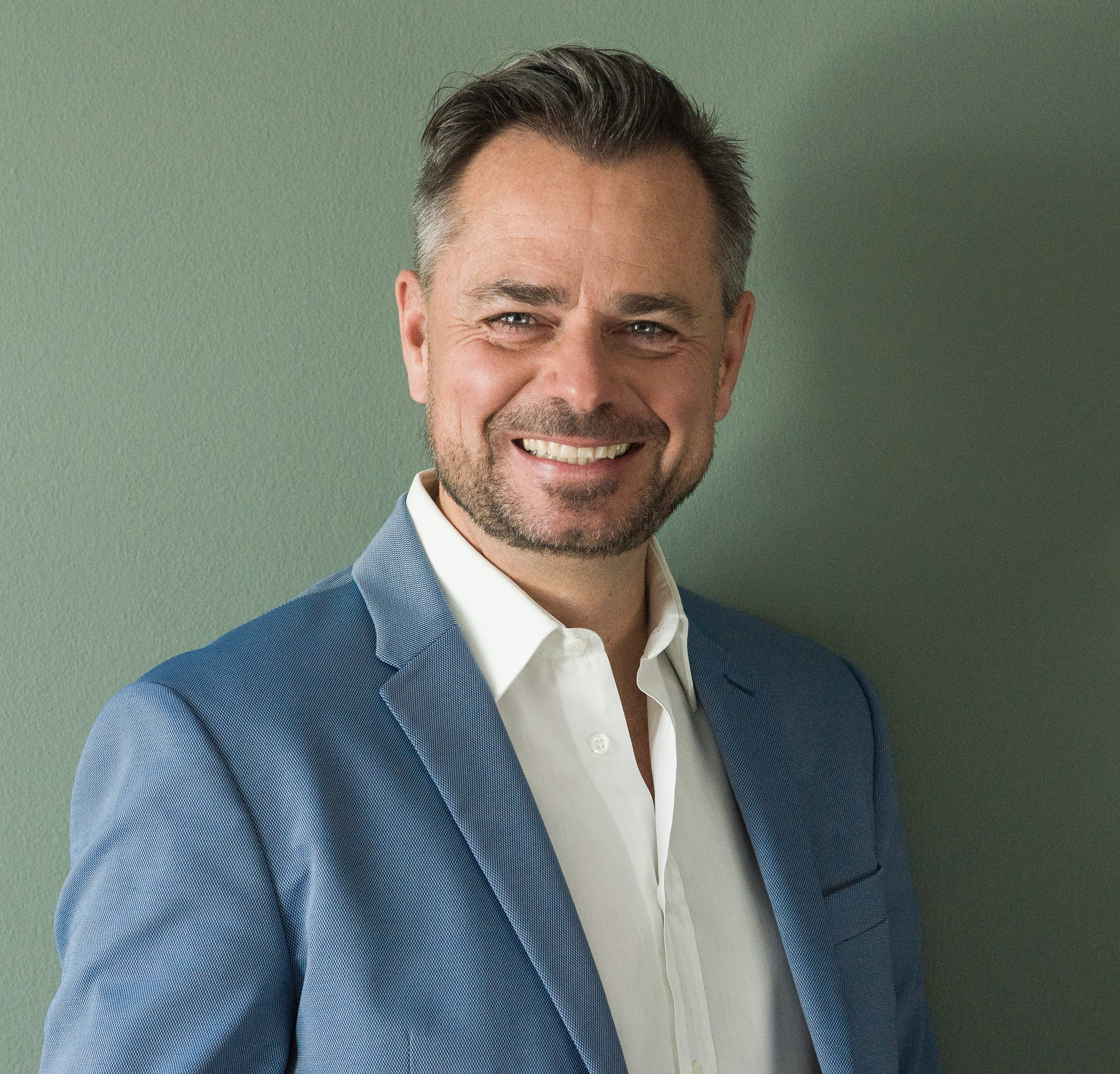
Michael Sporer (2017)

Michael Sporer (* 21. November 1967 in Wolfratshausen bei München) ist ein deutscher Moderator, Sprecher, Coach und Kommunikationstrainer.

## Leben
Michael Sporer arbeitete bereits mit 16 Jahren neben der Schule als freier Mitarbeiter und Fotograf in der Sportredaktion des Isar-Loisachboten/Münchner Merkur. Anschließend folgte ein Volontariat und damit die Ausbildung zum Redakteur. Mit dem Ziel Wirtschaftsjournalist zu werden, absolvierte er zusätzlich ein BWL-Studium zum Diplom-Kaufmann an der Münchner Ludwig-Maximilians-Universität.

### Radio und Fernsehen
Um sein journalistisches Spektrum zu erweitern, wechselte der Jungredakteur im Anschluss an das Volontariat vom Print- in den Hörfunkbereich. Beim Münchner Großstadtradio 95.5 Charivari moderierte er zwischen 1990 und 2012 alle Sendeslots, darunter die Morning-Show und Drive-Time am Nachmittag. Zusätzlich machte er in dieser Zeit als Moderator der Lifestyle-Sendung Aufblende auf tv.münchen erste Erfahrungen vor der Kamera. 
Seit 2000 ist Michael Sporer im Bayerischen Fernsehen als Moderator von Blickpunkt Sport tätig und moderiert seit 2003 zudem auch das werktägliche Nachmittags-Magazin Wir in Bayern im Bayerischen Fernsehen.
Michael Sporer ist außerdem Event-Moderator und Sprecher für Werbung, Industriefilme und Hörbücher. Zudem ist der Systemische Management-Coach auch als Einzelcoach und Trainer mit dem Schwerpunkt Kommunikation und Präsenz tätig.